# Eliurus tanala
Eliurus tanala é uma espécie de roedor da família Nesomyidae.
Apenas pode ser encontrada no Madagáscar.